# Jorge de Almeida Monteiro
Jorge de Almeida Monteiro (Bombarral, 23 de abril de 1908 - Bombarral, 3 de agosto de 1983) foi um empresário e artista plástico português.

## Biografia
Jorge de Almeida Monteiro (JAM) nasceu na vila do Bombarral, filho de Custódio de Almeida Monteiro, proprietário de uma loja de vidros e louças. Frequentou a Escola Primária Superior e, posteriormente, o curso de cerâmica da Escola Comercial e Industrial das Caldas da Rainha. Em 1938, casa com Atalanta Judícibus, filha de Evaristo Judícibus, proprietário da Tipografia Judícibus, localizada no Bombarral, onde também desenvolve o gosto das artes gráficas, da edição e da gravura, realizando também trabalhos de reparação de mobiliário com cobre e madeira. Na década de 1940, produz os primeiros pratos e peças de pequeno formato, em cobre martelado, assim como gravuras. JAM foi também particularmente influenciado pelo escultor e ceramista Alberto Morais do Valle, professor e diretor da Escola Técnica e Comercial Rafael Bordalo Pinheiro e diretor artístico da oficina caldense Cerâmica Moderna, Lda. Organizava cursos de artes plásticas, um dos quais decorreu no Bombarral em 1940/41, tendo renovado o interesse de JAM pela cerâmica e estimulando-o a fundar uma fábrica de cerâmica.

### Cerâmica Bombarralense
Em 18 de fevereiro de 1944, juntamente com José Luís de Barros e Joaquim Amador Maurício, funda a Fábrica de Cerâmica Bombarralense Lda., direcionada para "louça doméstica, artística e azulejos", herdeira das tradições cerâmicas da região, enquadrando-se na tipologia da “Louça de Alcobaça”. JAM assumiu a direção artística e técnica ao longo dos dez anos de atividade, que incluiu a exportação dos seus artigos, nomeadamente para o Brasil. Em outubro de 1945, com a saída de Barros e Maurício, o capital social fica representado por quatro cotas: 50% da firma "Viana, Pôrto & Bicho, Lda.", de Armando Viana, Waldemar Cunha Porto e Teotónio Bicho, 25% de JAM, 12,5% da firma "Gaudêncio & Fialho, Lda.", de Pedro Gaudêncio e Feliz Fialho, e 12,5% de Manuel António Ferreira.
A abertura de uma linha de produção contemporânea atraiu artistas neo-realistas de Lisboa, tornando-se num local de encontro intelectual. Foram vários os nomes que por ali passaram, muitos ligados à resistência ao Estado Novo e ao Partido Comunista Português, incluindo Álvaro Perdigão, Vasco Pereira da Conceição, Maria Barreira, José Dias Coelho, Alice Jorge, Júlio Pomar, Arnaldo Louro de Almeida, Luís Ferreira da Silva, Margarida Tengarrinha, Stella de Brito, Hernâni Lopes ou David de Sousa. Este vasto círculo de Almeida Monteiro tornou a Cerâmica Bombarralense num ponto de integração de várias técnicas e materiais, tais como pintura, escultura, aguarela, cerâmica ou cobre martelado.
Entre 1949 e 1956, JAM participa nas sete mostras coletivas das "Exposições Gerais de Artes Plásticas", realizadas na Sociedade Nacional de Belas Artes, com cerâmica (pratos, placas, peças a três dimensões), vidro, cobre martelado, ferro e gravura (linogravura e xilogravura, frequentemente de temática nazarena, como "Carnaval na Nazaré", "Gente do mar" ou "Porto de Abrigo"). Júlio Pomar terá conhecido JAM no ateliê de Vasco Pereira da Conceição e Maria Barreira, no Bombarral. Impulsionado por JAM, Pomar desenvolveu também uma obra artística notável na área da escultura, cerâmica e gravura, mas também metal martelado, azulejaria, tapeçaria e vidro, iniciando colaborações a nível da arquitetura. Participa em variadas exposições, destacando-se a quarta edição das "Exposições Gerais de Artes Plásticas", em 1949, onde mostra cerâmica realizada no Bombarral, e também onde a gravura surge pela primeira vez. Já em meados de 1947, Pomar tornara-se um dos principais defensores da gravura em Portugal. Em 1950, executa juntamente com Alice Jorge, um painel de azulejos produzidos na Bombarralense, para o interior da Casa de Chá do Jardim do Campo Grande, assinada por Francisco Keil do Amaral. No mesmo ano, expõe individualmente na Sociedade Nacional de Belas Artes com o título "Óleos, Desenhos e Cerâmicas", que inclui conjunto "XVI Desenhos da Nazaré". Em 1950 e 1951, Pomar realiza exposições individuais na Livraria Portugália, no Porto, que incluem novamente a cerâmica da Bombarralense, como desenhos de temática nazarena. Exibindo a menção "peça única executada na Cerâmica Bombarralense", os conjuntos de cerâmica destacam-se pela sua originalidade e qualidade técnica.    
Armando Viana, da segunda geração acionista da empresa, foi o responsável pela contratação do jovem Luís Ferreira da Silva, vindo de Coimbra enquanto pintor cerâmico na "Coimbra Frutuoso". Manteve-se na empresa alguns anos, na qual recebeu o estímulo deste círculo de artistas, em particular de JAM, mas também de José Dias Coelho e Júlio Pomar (que levam trabalhos seus às "Exposições Gerais de Artes Plásticas" logo em 1950), e encontrou o modernismo, mais concretamente o neo-realismo. No final dos anos 40, assina já diversas peças azulejares no Bombarral, incluindo placas toponímicas. Neste período, para além de ter impulsionado a prática do desenho, JAM colocou à disposição de Ferreira da Silva uma prensa de gravura, levando este a abraçar a gravura moderna e praticou variadas outras técnicas, incluindo aguarela, pintura, cerâmica, cobre martelado, azulejaria, escultura e "assemblage". Em 1949, a pedido de JAM, participa na cenografia de sessão de candidatura de Norton de Matos realizada no Teatro Eduardo Brazão, Bombarral. Em 1953, num dos últimos trabalhos para a Cerâmica Bombarralense, participa na realização dos azulejos para o novo quartel do Regimento de Infantaria das Caldas da Rainha, da autoria de João Fragoso. Em 1952, Luís Ferreira da Silva, transporta estes ensinamentos para a Vestal e a Olaria de Alcobaça, e, a partir de 1954, é contratado pela SECLA, nas Caldas da Rainha. Contudo, manteve o contacto com JAM no Bombarral, continuando a desenvolver gravura (exposta pela primeira vez na 8ª "Exposição Geral de Artes Plásticas", em 1954) e colaborando em projetos, como será o caso das composições azulejares datadas de 1954 no Casal do Centieiro (Carvalhal), já com a identificação "Estúdio JAM".
A partir de 1950, a Cerâmica Bombarralense debateu-se com problemas relacionados com a estrutura acionista e financiamento da empresa, impedindo nomeadamente o reequipamento tecnológico da mesma. A fábrica encerra em 1954, na sequência de um incêndio, sendo a licença industrial para a produção de porcelana adquirida pela família Da Bernarda em 1958, com a qual fundariam a SPAL (Sociedade de Porcelanas de Alcobaça).

### Anos 50 - 70
Após o encerramento da Cerâmica Bombarralense, JAM fundou uma oficina (“Estúdio Jorge Almeida Monteiro”) direcionada para a cerâmica, gravura (usando as técnicas de xilogravura e linóleo) e escultura em metal, a qual funcionaria até 1974, tendo recebido encomendas de painéis decorativos para diversas empresas. Este período constitui a época mais marcante da obra de JAM, com destaque para a gravura e as peças emblemáticas em ferro e alumínio martelado (experimentando também o estanho), situadas geralmente numa estética neo-realista figurativa de tendência tradicionalista. Na gravura, a par de Pomar, Alice Jorge, Rogério Ribeiro ou Ferreira da Silva, JAM explora temáticas que incluem a representação da mulher, cenas do privado e do quotidiano, atividades laborais ou paisagens sem gente, com influência do expressionismo alemão. JAM intensifica a densidade negra associada à xilogravura e linogravura, atribuindo às obras traços negros mais espessos que aumentavam a carga dramática das mesmas, particularmente visível nos trabalhos sobre a Nazaré. Em 1955, integra a "Exposição de Gravadores Portugueses" e a "IX Exposição Geral de Artes Plásticas" (secção Artes decorativas), juntamente com Alice Jorge e Pomar, num motivo decorativo em cobre martelado para o "Instituto de Beleza Arminda", na Av. António Augusto de Aguiar, com projeto de Victor Palla e Bento de Almeida. Em 1956, participa na "X Exposição Geral de Artes Plásticas", organizada pela MUD, onde são expostas 30 gravuras, num total de 15 artistas, na maioria ligados à futura Sociedade Cooperativa de Gravadores Portugueses. Em 1959, é incluído no catálogo da Gravura – Sociedade Cooperativa de Gravadores Portugueses, fundada três anos antes, com a qual JAM colabora. No mesmo ano, integra um vasto grupo de artistas na exposição "50 Artistas Independentes", num total de 154 obras, que teve lugar na Sociedade Nacional de Belas Artes de Lisboa. A comissão organizadora foi composta por Francisco da Conceição Silva, Fernando Azevedo, João Abel Manta, Jorge Vieira, José Júlio, Júlio Pomar e Marcelino Vespeira. A exposição assumiu a condição de independência como um manifesto face ao regime. Em 1959, Ferreira da Silva concebeu o baixo-relevo "Milagre de Nª. Sª. da Nazaré a D. Fuas Roupinho" em ferro, cobre, latão e estanho martelado no estúdio de JAM, para o Hotel D. Fuas na Nazaré, hoje exposto no Ascensor da Nazaré.
Na década de 60, explora uma nova vertente na escultura, partilhando uma estética similar com obras de António Charrua, usando restos de ferro em arranjos abstratizantes, como em "Homem do Foguetão". Nesta fase, participa em várias exposições coletivas em galerias de Lisboa, Porto, Viana do Castelo, Angra do Heroísmo e Funchal, com escultura em metal e gravura.  Em 1961, realiza o políptico com Cenas da Vida Agrícola exposto no II Festival do Vinho Português e em 1967, um painel em cobre martelado para a SOPABOL - Sociedade Panificadora Bombarralense Lda., ambos exemplos de uma linguagem figurativa de herança modernista. Esteve representado em exposições em Gotemburgo, Madrid e Roma. Em 1964, Stanley William Hayter, o fundador do lendário Atelier 17 em Paris, vem a Portugal, a convite de Pomar, lecionar um seminário de dez dias na Cooperativa Gravura. JAM participa juntamente com vários artistas de relevo, incluindo Almada Negreiros, Sara Afonso, Maria Keil, João Hogan, Fernando de Azevedo ou Eduardo Nery. Na primavera de 1966, realiza-se a "Exposição de Monotipias de Jorge de Almeida Monteiro" no Funchal, acompanhada do seguinte convite-catálogo assinado por Carlos Fariaː "Jorge nasce todos os dias na liberdade e propaga-se em humanidade. Um homem de bondade é uma multidão. A bondade, na arte, encontra-se na profundidade do seu realismo".
JAM tinha também grande proximidade à vila da Nazaré, onde o casal detinha uma moradia (“Vivenda Atalanta”), construída pelo sogro, na Av. Vieira Guimarães, tendo desenvolvido um forte compromisso na preservação e divulgação do seu património. Na década de 1950, fascinado pela iconicidade da atividade piscatória, atrai vários artistas do seu círculo de relações para a vila, tais como Álvaro Perdigão e, possivelmente, Lima de Freitas e Ferreira da Silva (que expõe gravura alusiva à Nazaré nas "Exposições Gerais de Artes Plásticas"). No outono de 1951, convida Júlio Pomar a visitar a Nazaré, onde desenvolveram vários trabalhos a gravura, pintura e cerâmica, e realizaram experiências com o barro, utilizando o ateliê e os fornos da “Cerâmica do Areal”, propriedade de Eurico Castro e Silva. Também Álvaro Perdigão aqui produziu cerâmica, mais tarde exposta na SNBA. Segundo uma carta de Borges Garcia, terá sido de JAM, ainda na primeira metade dos anos 50, a ideia primitiva para a criação de um museu na Nazaré, em conversas com Eurico de Castro e Silva. A partir de 1965, enquanto membro do Grupo de Amigos do Museu Etnográfico e Arqueológico Dr. Joaquim Manso, juntamente com Eurico de Castro e Silva, Abel Serra da Silva, Alves Redol, Eduíno Borges Garcia, entre outros, JAM apoiou ativamente a criação do mesmo, em 1970, incluindo a recolha de informação histórica e de entrevistas junto da comunidade piscatória. O museu foi inaugurado apenas  a 6 de junho de 1976, tendo JAM oferecido um painel alegórico em cobre martelado para o evento. JAM esteve também fortemente ligado à área da arqueologia. Colaborou com várias personalidades, como Eduíno Borges Garcia, Octávio da Veiga Ferreira ou Fernando de Almeida, tendo participado em várias campanhas nas décadas de 1960 e 70, incluindo a Igreja de São Gião da Nazaré e a Torre de Dom Framondo em Famalicão, realizando, inclusivamente, moldes de materiais arqueológicos.
A partir de 1962, liderou um grupo de arqueólogos amadores bombarralenses, composto por Antero Rodrigues Furtado, Vasco Côrtes e António Joaquim Maurício, na descoberta de vestígios arqueológicos no Vale do Rôto, Columbeira. A descoberta de três novas grutas - "Gruta Nova", "Gruta do Suão" (visitada previamente por Carlos Ribeiro, Artur Salles Henriques e José Leite de Vasconcelos) e "Gruta das Pulgas" - realizada por JAM, foi o ponto de partida. Aliada à sua amizade com Leonel Trindade, Diretor Adjunto do Museu de Torres Vedras, essa descoberta promoveu os primeiros passos na ligação entre os fundadores do futuro museu do Bombarral e membros dos Serviços Geológicos de Portugalː Georges Zbyszewski, José Camarate França e Octávio da Veiga Ferreira. Em maio de 1962, Leonel Ribeiro escreve uma carta relatório ao Presidente da Câmara do Bombarral a indicar a importância dos achados. No mês seguinte, Veiga Ferreira escreve ao Eng. Fernando Moitinho de Almeida, Engenheiro-Chefe dos Serviços Geológicos de Portugal, descrevendo a sua deslocação ao Bombarral, na companhia de Leonel Trindade e JAM, tendo reconhecido o interesse científico da Gruta Nova e da Lapa do Suão. Em julho, JAM informa sobre a descoberta de várias outras grutas nas proximidades das anteriores, tendo iniciado a exploração do Suão com Leonel Ribeiro. No mesmo mês, Zbyszewski, Veiga Ferreira e Camarate França visitam a Gruta Nova, tendo-se iniciado os trabalhos de escavação a 20 de agosto de 1962, realizados sob a égide dos Serviços Geológicos de Portugal, com a participação do "grupo do Bombarral" orientado por JAM. Em setembro, publicou um artigo nos "Ecos do Bombarral", relatando os trabalhos realizados e destacando o potencial arqueológico e turístico da região. A Gruta Nova foi escavada durante três meses e revelou vestígios de presença humana no Paleolítico Médio. Embora tenham solicitado, nunca receberam qualquer subsídio oficial. Veiga Ferreira orientou as pesquisas realizadas nos anos 60. Juntamente com Fernando de Almeida e Georges Zbyszewski, mencionam em artigo no Arqueólogo Português que "perto do Bombarral foi-nos mostrado pelo amigo Jorge de Almeida Monteiro, Diretor do Museu Local, uma construção em grelha pertencendo, sem dúvida, a um forno lusitano-romano", em visita realizada em outubro de 62. As escavações na Lapa do Suão recomeçaram em 1963 e estenderam-se até 1968. Neste ano, JAM assina dois artigos, com Veiga Ferreira, assinalando a descoberta de estatueta romana encontrada no Largo do Hospital Termal das Caldas da Rainha e um colar de conchas de Glycymeris da Lapa do Suão. Em colaboração com o eminente arqueólogo alemão Hermanfrid Schubart e Veiga Ferreira, apresentou, em 1969, notícia preliminar sobre a significativa fortificação Calcolítica da Columbeira, publicada na revista O Arqueólogo Português. O Castro da Columbeira, previamente visitado por Leite de Vasconcelos no início do séc. XX, tinha sido redescoberto por JAM, Ferreira e Abel Viana em 1963. Ainda em 1969, assina o artigo "Lapa do Suão (Bombarral)", com o grupo do Bombarral. Em 72, integra o artigo "Dois vasos raros do Museu do Bombarral", provenientes da Gruta das Pulgas, e, em 1974, reporta-se a descoberta de uma figurinha de «Terra Cota» nas escavações do Suão, no III Congresso Nacional de Arqueologia. Em 1977, integra a publicação "A Lapa do Suão. Relatório da campanha de escavações de 1970". Os arqueólogos franceses Jean Roche e André Debénath também visitaram frequentemente o local. O abade Jean Roche viria a intervir nos anos 70, a convite dos bombarralenses, sendo responsável pela continuidade dos trabalhos na Lapa do Suão, que recebeu a Missão Arqueológica Francesa.
Ainda em 1959, o arquiteto Raul Coelho, grande amigo de JAM, apresentou um anteprojeto para o Museu Etnográfico e Arqueológico do Bombarral, com colaboração de JAM. Contudo, este projeto nunca foi concretizado. Em 1970, o acervo arqueológico é doado à Câmara Municipal do Bombarral com a condição de serem criadas instalações condignas para a sua exposição ao público, num futuro Museu Arqueológico, assim como um apoio anual para as escavações. Foi nomeada, em reunião camarária, uma Comissão Instaladora do Museu Municipal, da qual JAM fez parte. Salvador Carvalho dos Santos, então Presidente da Câmara, que já havia sido convidado a visitar as escavações, disponibilizou o piso superior do Palácio Gorjão. A imprensa local destacou a importância da instalação de um Museu Municipal na vila, a ser dividido nas secções de arqueologia, etnografia, numismática e biblioteca, com destaque para a primeira. Em 1977, realizou-se a "Exposição Arqueológica" no Palácio Gorjão, precedida por uma conferência na Câmara. As coleções do Museu Municipal do Bombarral foram oficialmente apresentadas apenas em 1990, com inauguração de novo museu. Uma das suas salas foi dedicada a JAM, mentor e impulsionador da sua criação, exibindo trabalhos em gravura (linogravuras, linogravuras a cores, xilogravuras e monotipias, datados entre 1956 e 1964), escultura e cobres martelados, maioritariamente doados por Humberto Sousinha Macatrão.
Em 1982, contribuiu com desenhos para a reedição do livro "Bombarral e seu Concelho (Subsidios para a sua História)" de Augusto José Ramos, publicado pela Grafibom, em edição fac-similada.

## Exposições retrospetivas
Em junho de 2011, a sua biografia, documentação e objetos, figuraram na exposição "35 anos. Histórias de um Museu", organizada no Museu Dr. Joaquim Manso e coordenada por Dóris Santos. Em 2013, o mesmo museu organizou uma exposição e tertúlia com o título "Jorge de Almeida Monteiro: pela arte e património da Nazaré”, a partir das obras existentes no Museu Municipal do Bombarral. A tertúlia teve como oradores João Saavedra Machado, José Carlos Codinha, José Soares, José Ramiro e Mestre Ferreira da Silva. Em 2023, integrou a exposição “Feito à Mão”: Cerâmica Portuguesa de Autor no Século XX, no Museu do Caramulo. A exposição contou com cerca de 150 peças tridimensionais, de mais de 60 autores, da Colecção Pedro Moura Carvalho, a maioria nunca antes exposta. Entre junho e setembro de 2024, o Museu Municipal de Estremoz apresentou a exposição "Neo-realismo - Memórias Guardadas". Na mostra estiveram patentes 40 trabalhos de 12 artistas plásticos neo-realistas pertencentes ao acervo pessoal  do Professor Hernâni Matos, incluindo linogravuras de JAM. Entre junho e outubro de 2024, obras de JAM integraram igualmente a exposição "Uma Poética Resistente - Pintura, desenho, gravura e fotografia na Coleção do Museu do Neo-Realismo", num total de 37 artistas, que teve lugar no Museu Francisco Tavares Proença Júnior, em Castelo Branco.          